# Памятник петербургскому водовозу
Памятник Петербургскому водовозу — установлен на Шпалерной улице у водонапорной башни, в которой сегодня располагается музей «Вселенная воды». Сама башня построена в середине XIX века и является уникальным памятником промышленной архитектуры.

## Замысел
Несмотря на отдельные недостатки в работе тружеников водного промысла, руководство ГУП «Водоканал СПб» приняло решение увековечить их память. Перед центральным входом в водонапорную башню на Шпалерной улице установлена скульптура водовоза первой половины XIX века. По словам автора композиции скульптора Сергея Дмитриева, в процессе работы ему не мешал образ водовоза из фильма «Волга-Волга». Об этом комическом герое скульптор не вспомнил, однако просмотрел множество исторических материалов и не упустил ни одной важной детали.
Памятник, выполненный по проекту скульптора С. Дмитриева и архитектора В. Васильева.

## История
До середины XIX века в Санкт-Петербурге не было централизованного водопровода, его роль выполняли водовозы. По булыжным мостовым они катили деревянные бочки на двух колесах. Воду брали из рек, в то время ещё чистых, а затем развозили по городу. 10 октября 1858 года Александр Второй подписал устав «Акционерного общества Санкт-Петербургских водопроводов». А через пять лет на улице Шпалерной, против Таврического дворца появилась первая городская водонапорная башня.
Памятник питерскому водовозу появился в 2003 году на Шпалерной улице у водонапорной башни, в которой сегодня располагается музей «Мир воды Санкт-Петербурга». Сама башня, построенная в 1858—1863 годах, является уникальным памятником промышленной архитектуры XIX века. Музейная экспозиция знакомит с развитием системы водоснабжения в Санкт-Петербурге на протяжении нескольких столетий.

## Описание
Памятник выполнен из бронзы по проекту скульптора Сергея Дмитриева и архитектора В. Васильева. Он представляет собой фигуру водовоза в натуральную величину, который тянет бочку с водой, а впереди него бежит собачка.